# Џо Сакик
Џозеф Стивен Сакик, по неким изворима и Шакић (енгл. Joseph Steven Sakic, хрв. Joe Šakić, IPA: ; Бернаби, 7. јул 1969) бивши је канадски професионални хокејаш на леду. Играо је на позицији центра, а целокупну професионалну каријеру провео је у НХЛ-у, у клубу Квебек нордикси—Колорадо аваланчи. Био је вођа екипе Нордикса од 1992, односно Аваланча од 1995. Тринаест пута је наступио на Ол стар утакмицама, а са саиграчима Патриком Ројом, Петером Форсбергом и Адамом Футом освојио је две титуле НХЛ првака (1996. и 2001). За сезону 2000/01 проглашен је најкориснијим играчем лиге и освојио Хартов меморијални трофеј, а 2002. предводио је Канаду до златне медаље на Зимској олимпијади у Солт Лејк Ситију. Статистички је међу најбољим НХЛ- нападачима свих времена; осми је по поенима (1641), 11. по асистенцијама (1016) и 14. по головима (625). Од хокеја се опростио 2009. и будући је члан хокејашке Куће славних.

## Биографија

### Детињство и младост
Џо Сакик (или Супер Џо) је син Маријана, Хрвата из Лике и Славице, Канађанке хрватског порекла рођене у Бернабију (Британска Колумбија). Све до поласка у дечји вртић, Сакик је говорио само хрватски, а управо је језичка баријера у раној младости утицала на то да у каснијој НХЛ каријери буде запамћен као вођа који води својим примером. Са четири навршене године, Сакик је походио своју прву НХЛ утакмицу, сусрет између Ванкувер канакса и Атланта флејмса, те након утакмице одлучио да у животу жели бити хокејаш и ништа друго. Сакик је пажњу на себе скренуо у јуниорским данима док је играо за ВХЛ екипу Свифт карент бронкоси. У дресу бронкоса за две сезоне остварио је учинак од 138 голова и 155 асистенција у само 136 утакмица. Многи су тада говорили како је Сакик нови Вејн Грецки у настајању, хокејашка легенда која му је уједно била и идол.

## Професионална каријера

### Квебек нордикси
На драфту 1987. године као 15. пик у првом кругу изабрали су га челници Квебек нордикса. Први наступ у НХЛ-у имао је 6. октобра против Хартфорд вејлерса, данашњи Каролина харикенси, на коме је убележио своју прву асистенцију. Већ 8. октобра против Њу Џерзи девилса забио је први гол, па на њега није дуго чекао. У седам сезона за нордиксе је одиграо 508 утакмица, при томе скупивши 626 бодова, односно 234 гола и 392 асистенције. У сезони 1990./91. именован је за капитена, заједно са Стивеном Фином—Сакик је био капитан у домаћим, а Фин у гостујућим утакмицама. У сезони 1992./93. Сакик је постао једини капитен екипе.
Премда је и у Квебеку показао своје хокејашке вештине, Џо Сакик је широј светској јавности ипак постао познатији као капетан Колорадо аваланчија. У лето 1995. године, Квебек нордикси прогласили су банкрот, а екипс је пресељена у Денвер, главни град америчке савезне државе Колорадо, по којој је и добила име Колорадо аваланчи.

### Колорадо аваланчи
Већ у својој првој сезони у новом граду и држави, Колорадо аваланчи протутњао је НХЛ-ом и узео свој први Стенли куп. Тај трофеј је посебно значајан и за град Денвер, којем је то био први наслов у неком од америчких професионалних спортова. Осим првог НХЛ прстена, Сакик је узео и трофеј Кона Смајта, односно трофеј за најкориснијег играча у доигравању. Следећих неколико сезона Сакика су мучиле повреде, због који је кроз наредне четири сезоне пропустио 66 утакмица. Упркос тим несрећама, Сакик је задржао свој просек од скоро једног поена по утакмици.
Сезона 2000/01. била је нова сезона из снова за њега и његову екипу. Колорадо је под његовим вођством уграбио свој други Председнички трофеј, који добија најбоља екипа регуларне сезоне, као и Стенли куп. Уз други НХЛ прстен, Сакик је на крају те сезоне додао чак четири личне награде у своју богату ризницу. Меморијални трофеј Леди Бинг, трофеј који добија господин НХЛ лиге. Играч који уз велико знање играња хокеја на леду, својом преданошћу хокеју, понашањем на леду и изван њега, представља оличење идеалног спортисте-хокејаша, господина на леду. Затим награду Лестер Б. Пирсон, која се додељује најбољем играчу гласањем чланова организације НХЛПА, удружење играча НХЛ-а. Трећа у низу награда била је Харт меморијал за најкориснијег играча НХЛ-а. Последња, али не мање важна, била је награда Плус/Минус, која се додељује играчу са најбољом плус—минус статистиком на крају сезоне.
Наредних сезона, Сакик је и даље био главни играч и вођа Колорадо аваланчија. Премда без већих клупских успеха, Супер Џо је наставио са постављањем нових сопствених рекорда. Тако је 15. фебруара на утакмици против Калгари флејмса постигао свој 600. НХЛ гол. Уз то, Сакик је постао други играч у историји НХЛ-а, након Гордија Хоуа, који је у 37. години живота уписао 100 бодова.
Након те сезоне, његова каријера кренула је силазном путањом и то најпре захваљујући повредама. У сезони 2007./08. одиграо је само 44 утакмице због операције херније. Ипак, упркос повреди, 22. марта на утакмици против Едмонтон ојлерса уписао је своју 1000. асистенцију, чиме је постао 11. играч у историји НХЛ-а којем је то успело.
У сезони 2008/09. проблеми са повредама су се наставили. Супер Џо уписао је само 15 наступа, а већи део времена провео је опорављајући се од операције леђа и прстију. Клуб је без његовог доприноса у игри завршио на зачељу Западне конференције, што је најгори резултат откако је екипа из Квебека пресељена у Денвер. Након 20 година професионалне каријере, одлучио јр да се званично пензионише, те је 9. јула 2009. године то и званично потврдио. Дана 1. октобра исте године, непосредно пре почетка прве утакмице, у сезони 2009/10., против Сан Хосе шаркса, одржана је званична церемонија у дворани Пепси центар, при чему су се клуб и навијачи опростили од Сакика, те уједно пензионисали и његов број 19.

### Ол стар утакмице
Сакик је тринаест пута изабран за НХЛ-ове Ол стар утакмице које се традиционално играју једном годишње након првог дела регуларне сезоне. Сакик је одиграо дванаест утакмица, од тога је два пута био капетан. Једину утакмицу коју је пропустио, због повреде, била је утакмица из 1997. године. У утакмици из 2004. године освојио је награду МВП, тј. за најкориснијег играча, након што је постигао хет-трик, те остварио победу са Западном конференцијом. Последњу Ол стар утакмицу одиграо је 2007. године.

## Репрезентација
Осим на клупском нивоу, Сакик је био врло успешан и са канадском репрезентацијом. Године 1988. освојио је златну медаљу на јуниорском светком првенству у Москви. На сениорско злато чекао је шест година. У Болзану 1994. године, Канада је освојила наслов након пуне 33 године. Прве наступе на Олимпијским играма, Сакик је остварио 1998. године у Нагану у Јапан у. Златну медаљу освојио је на Олимпијским игарама 2002. У Солт Лејк Ситију у савезној држави Јута, кад је Канада у финалу турнира победила репрезентацију САД. Биле су то друге Олимпијске игре за њега, Канада је 50 година чекала олимпијско злато, а управо је Сакик с четири гола и шест асистенција предводио Канађане према олимпијском трону. Уз злато, покупио је и награду за најкориснијег играча турнира. Године 2004. освојио је Светски куп, што му је био и задњи трофеј са Канадом. Дана 21. децембра 2005. године именован је за капитена репрезентације за Зимске олимпијске игре одржане 2006. године у Торину. Сакик је члан и Златне тројке, којег чине играчи који су у својој каријери освојили светско и олимпијско злато, као и Стенли куп.